# Paraterellia immaculata
Paraterellia immaculata är en tvåvingeart som beskrevs av Blanc 1979. Paraterellia immaculata ingår i släktet Paraterellia och familjen borrflugor. Inga underarter finns listade i Catalogue of Life.